# Ziro (ort i Indien)
Ziro är en ort i Indien.   Den ligger i distriktet Lower Subansiri och delstaten Arunachal Pradesh, i den östra delen av landet, 1 600 km öster om huvudstaden New Delhi. Ziro ligger 1 579 meter över havet och antalet invånare är 13 893.
Terrängen runt Ziro är varierad. Runt Ziro är det ganska tätbefolkat, med 67 invånare per kvadratkilometer. Det finns inga andra samhällen i närheten. I omgivningarna runt Ziro växer i huvudsak blandskog.